# Pujato Bluff
Das Pujato Bluff ist ein 660 m hohes Felsenkliff im westantarktischen Queen Elizabeth Land. In der Argentina Range der Pensacola Mountains bildet es das südliche Ende der Schneider Hills.
Der United States Geological Survey kartierte es anhand eigener Vermessungen und Luftaufnahmen der United States Navy aus den Jahren von 1956 bis 1966. Das Advisory Committee on Antarctic Names benannte es 1968 nach Hernán Pujato (1904–2003), Leiter der Überwinterungsmannschaften auf der Belgrano-I-Station in den Jahren 1955 und 1956.